# Airhockey
Airhockey er et spil med to deltagere, der spilles på et bord med bander omkring, hvor der er et hul i midten af hver endebande, der fungerer som mål. Hele bordet er dækket af huller, hvor der kommer luft ud af, så friktionen mellem pucken og underlaget formindskes. Hver spiller skal så forsøge at score i modstanderens mål og samtidig forhindre modstanderen i at score mod en selv. Spillet blev opfundet af Bob Lemieux i 1972 i USA. Kampene spilles enten på tid eller til en spiller har scoret et bestemt antal mål, normalt syv.

## Galleri
- Aurhockeypucke
- En airhockeyspiller

| Spil | Spire Denne artikel om spil eller lege er en spire som bør udbygges. Du er velkommen til at hjælpe Wikipedia ved at udvide den. |